# Eugen Oberhummer
Eugen Oberhummer (* 29. März 1859 in München; † 4. Mai 1944 in Wien) war ein deutsch-österreichischer Geograph.
Als Sohn des Münchener Kaufmanns Matthias Oberhummer geboren, studierte Eugen Oberhummer seit 1877 an der Universität München Naturwissenschaften und klassische Philologie. Parallel dazu studierte er an der Technischen Hochschule München Geographie und Geologie. Während seines Studiums wurde er Mitglied des Akademischen Gesangvereins München. Nach der Promotion 1882 setzte er sein Studium in München (Ägyptische Altertumskunde) und Berlin (römische Geschichte) fort. Von 1886 bis 1892 Privatdozent, war Oberhummer seit 1892 außerordentlicher Professor der Geographie an der Universität München. Der Philologisch-Historische Verein München im Naumburger Kartellverband ernannte ihn zum Ehrenmitglied.
Von 1902 bis 1930 war Oberhummer ordentlicher Professor für historische und politische Geographie an der Universität Wien. Oberhummer vertrat in Wien eine deutsch-nationale Ausrichtung seiner Fakultät, da Wien „zu allen Zeiten eine deutsche Stadt“ gewesen sei. Er war ein Vertreter der Politischen Geographie nach Friedrich Ratzel. In Verbindung mit dem „Lebensraum“-Konzept seines Kollegen Albrecht Penck soll Oberhummer in der von ihm herausgegebenen Wiederauflage von Ratzels Buch „Politische Geographie“ diesen „Lebensraum“-Begriff integriert und propagiert haben. Dieses Konzept sollte später im Nationalsozialismus im Rahmen der Blut-und-Boden-Ideologie aufgegriffen werden.
Außerdem war er von 1899 bis 1902 Vorsitzender der geographischen Gesellschaft in München und von 1898 bis 1900 zweiter Präsident des Deutschen und Österreichischen Alpenvereins. Er wurde außerordentliches (1898) bzw. korrespondierendes Mitglied (1903) der Bayerischen Akademie der Wissenschaften. 1920 wurde er wirkliches Mitglied der österreichischen Akademie der Wissenschaften sowie mehrmals Präsident und ab 1933 Ehrenpräsident der Österreichischen Geographischen Gesellschaft. Oberhummer erhielt auch den Titel „Hofrat“.
Studienreisen unternahm er u. a. nach Griechenland, in die Türkei, nach Kleinasien, Zypern, Syrien, Ägypten und Nordamerika. Sein Hauptforschungsgebiet war die Historische Geographie; er veröffentlichte unter anderem zur Geographie des Alten Griechenlands, der Türkei und Zyperns. Zu Paulys Realencyclopädie der classischen Altertumswissenschaft (RE) trug er über 900 Artikel bei.
Er wurde am Neustifter Friedhof bestattet.
Im Jahr 1954 wurde in Wien-Floridsdorf (21. Bezirk) die Oberhummergasse nach ihm benannt.